# Tiit Sokk
Tiit Sokk (* 15. listopadu 1964 Tartu) je bývalý estonský basketbalista. Hrál na pozici rozehrávače.
Působil v klubech KK Kalev Tallinn (1979–1984, 1986–1992 a 1996–1997), MBK Dynamo Moskva (1984–1986), BK Panathinaikos (1992–1996) a Aris BC (1997–1998). S Kalevem se stal mistrem SSSR v letech 1991 a mistrem nezávislého Estonska v roce 1992, s Panathinaikosem vyhrál řecký pohár v letech 1993 a 1996.
Se sovětskou reprezentací získal zlatou medaili na Letních olympijských hrách 1988, byl vicemistrem světa v letech 1986 a 1990 a na mistrovství Evropy v basketbalu mužů 1989 obsadil třetí místo. V roce 1988 se stal zasloužilým mistrem sportu, v roce 1991 byl zvolen estonským sportovcem roku a v roce 2001 obdržel Řád estonského červeného kříže. Po ukončení kariéry v roce 1998 se stal trenérem (v letech 2004–2006 vedl také estonskou reprezentaci) a provozuje basketbalovou školu v Tallinnu.
Jeho synové Tanel Sokk a Sten Sokk jsou rovněž estonskými basketbalovými reprezentanty.